# Железьниця (Свентокшиське воєводство)
Железьниця (пол. Żeleźnica) — село в Польщі, у гміні Красоцин Влощовського повіту Свентокшиського воєводства.
У 1975-1998 роках село належало до Келецького воєводства.